# Лельчицы
Ле́льчицы (бел. Лельчыцы) — городской посёлок в Гомельской области Беларуси. Административный центр Лельчицкого района.
Расположен в 215 км к юго-западу от Гомеля и в 67 км от железнодорожной станции Ельск. Посёлок стоит на реке Уборть.
Численность населения — 12 243 человек (на 1 января 2025 года). Площадь всего поселка занимает 11 км².

## История
Первоначально находился в составе Великого княжества Литовского. С 1793 года — в Российской империи. С июля 1924 года — районный центр. Статус городского посёлка Лельчицы получили 27 сентября 1938 года. С 1954 года — в составе Гомельской области.
20 октября 1995 года административные единицы Лельчицкий район и посёлок Лельчицы, имеющие общий административный центр, объединены в одну административную единицу — Лельчицкий район.

## Ойконим
Из письменных источников известны несколько названий поселения: Лельчицы, Лейчицы, Уборть, Лелчичи, Леньчицы.
Согласно одной из версий, происхождение ойконима связано с миграционными процессами и этничными связями, какие существовали между родами и племенами. Так, этноним ленчичане можно сравнить с топонимом Лельчицы, который в прежних местных говорах звучал как Ленчицы (от первоначального Ленчичи).
Согласно словаря Владимира Даля, Лель, Лялько — название языческого древнеславянского божества брака, подобного Купидону; в преданиях иной раз он подается в виде белого аиста. С этим именем связаны и дееслов лелеять — пестовать, ограждать, как младенца. А. Ф. Рогалев считает: аисты (лели), отлетая на юг, собирались вместе в этой местности, потому и название местечку дано Лельчицы.
Согласно энциклопедического словаря Ф. А. Брокгауза и И А. Ефрона, Лель — имя придуманного польскими мифологами славянского языческого бога, который якобы поминается в свадебных песнях.
Ойконим Лельчицы можно связать со словом лен — земельное владение, которое давалось королём в пожизненное пользование. Кроме того, этим словом в Европе называлась административно-территориальная единица, а также налог, который собирался с одноименного земельного владения.

## Геральдика
Герб и флаг утверждены решением Лельчицкого районного Совета депутатов от 8 июня 2001 года № 10/3. Герб зарегистрирован в Гербовом матрикуле Республики Беларусь 5 июля 2002 года № 90.

## Демография
Численность населения — 12 243 человек (на 1 января 2025 года). Численность населения — 12 378 человек (на 1 января 2023 года).
| Численность населения                                                                           |
| Графики недоступны из-за технических проблем. См. информацию на Фабрикаторе и на mediawiki.org. |

| Год            | 1939 | 1959  | 1970  | 1979  | 1989  | 2006   | 2018   | 2020   | 2021   | 2023    | 2024 | 2025    |
| -------------- | ---- | ----- | ----- | ----- | ----- | ------ | ------ | ------ | ------ | ------- | ---- | ------- |
| Население чел. | 2552 | ▲3311 | ▲4954 | ▲6680 | ▲8682 | ▲10183 | ▲11498 | ▲12158 | ▲12382 | ▼12 378 |      | ▼12 243 |

| Национальный состав по переписи населения 2009 года | Национальный состав по переписи населения 2009 года | Национальный состав по переписи населения 2009 года |
| Народ                                               | Численность                                         | %                                                   |
| --------------------------------------------------- | --------------------------------------------------- | --------------------------------------------------- |
| Белорусы                                            | 10102                                               | 95,25%                                              |
| Русские                                             | 291                                                 | 2,74%                                               |
| Украинцы                                            | 147                                                 | 1,39%                                               |
| Поляки                                              | 30                                                  | 0,28%                                               |
| Немцы                                               | 6                                                   | 0,06%                                               |
| Молдаване                                           | 5                                                   | 0,05%                                               |
| Литовцы                                             | 4                                                   | 0,04%                                               |
| Татары                                              | 4                                                   | 0,04%                                               |
| Евреи                                               | 3                                                   | 0,03%                                               |

В 1939 году в Лельчицах проживали 1556 белорусов (61%), 746 евреев (29,2%), 91 украинец, 87 русских, 46 поляков и 26 представителей других национальностей.
В 2017 году в Лельчицах родилось 183 и умерло 110 человек. Коэффициент рождаемости — 16 на 1000 человек (средний показатель по району — 13,8, по Гомельской области — 11,3, по Республике Беларусь — 10,8), коэффициент смертности — 9,6 на 1000 человек (средний показатель по району — 17,2, по Гомельской области — 13, по Республике Беларусь — 12,6). Уровень рождаемости в Лельчицах один из самых высоких среди районных центров Гомельской области и всей Республики Беларусь; выше рождаемость только в Хойниках (17,6 в 2017 году) и Брагине (16,9 в 2017 году).

## Культура
- Центр культуры и народного творчества
- Лельчицкий районный краеведческий музей[20].

## События и мероприятия
- 2025 год — областной фестиваль "Дожинки"

## Достопримечательности
- Братская могила
- Свято-Троицкая церковь
- Костёл Девы Марии

### Памятник, скульптура
- Памятник В. И. Ленину
- Памятник на братской могиле опергруппе ЦК ВЛКСМ
- Памятник воинам-интернационалистам, погибшим в Афганистане. Открыт в июле 2013 года[21]
- На территории Лельчицкого РОЧС открыт памятный знак и Аллея "Ветеранов" (2023)[22]

## Галерея

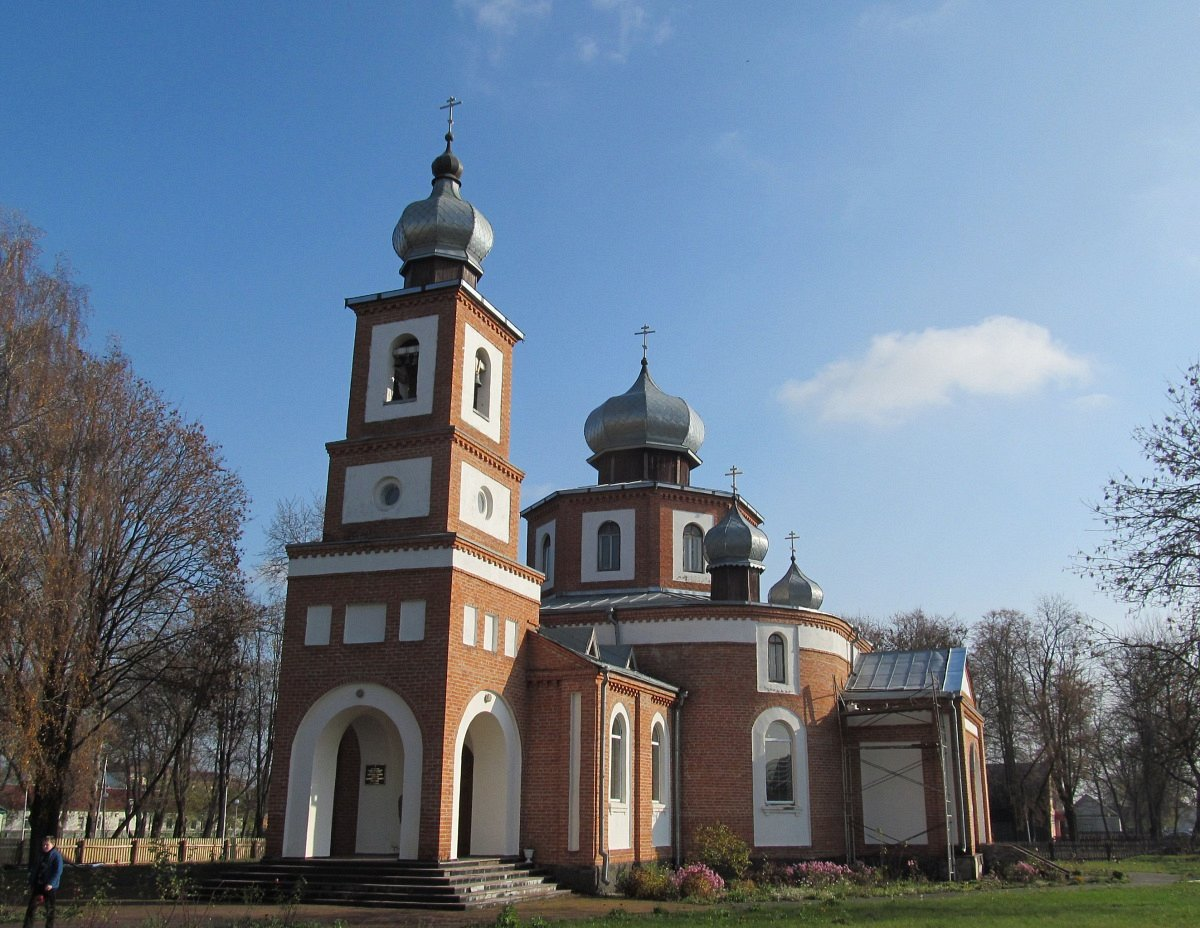
Свято-Троицкая церковь
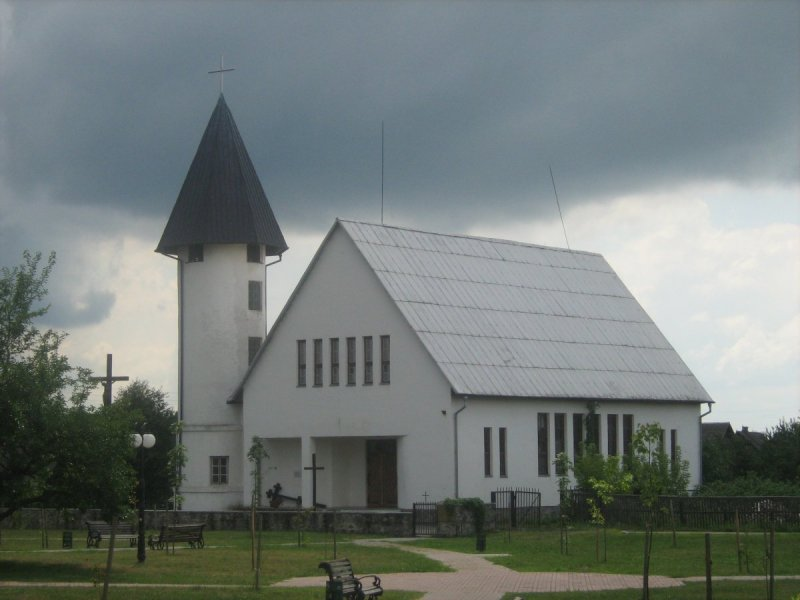
Костёл Девы Марии
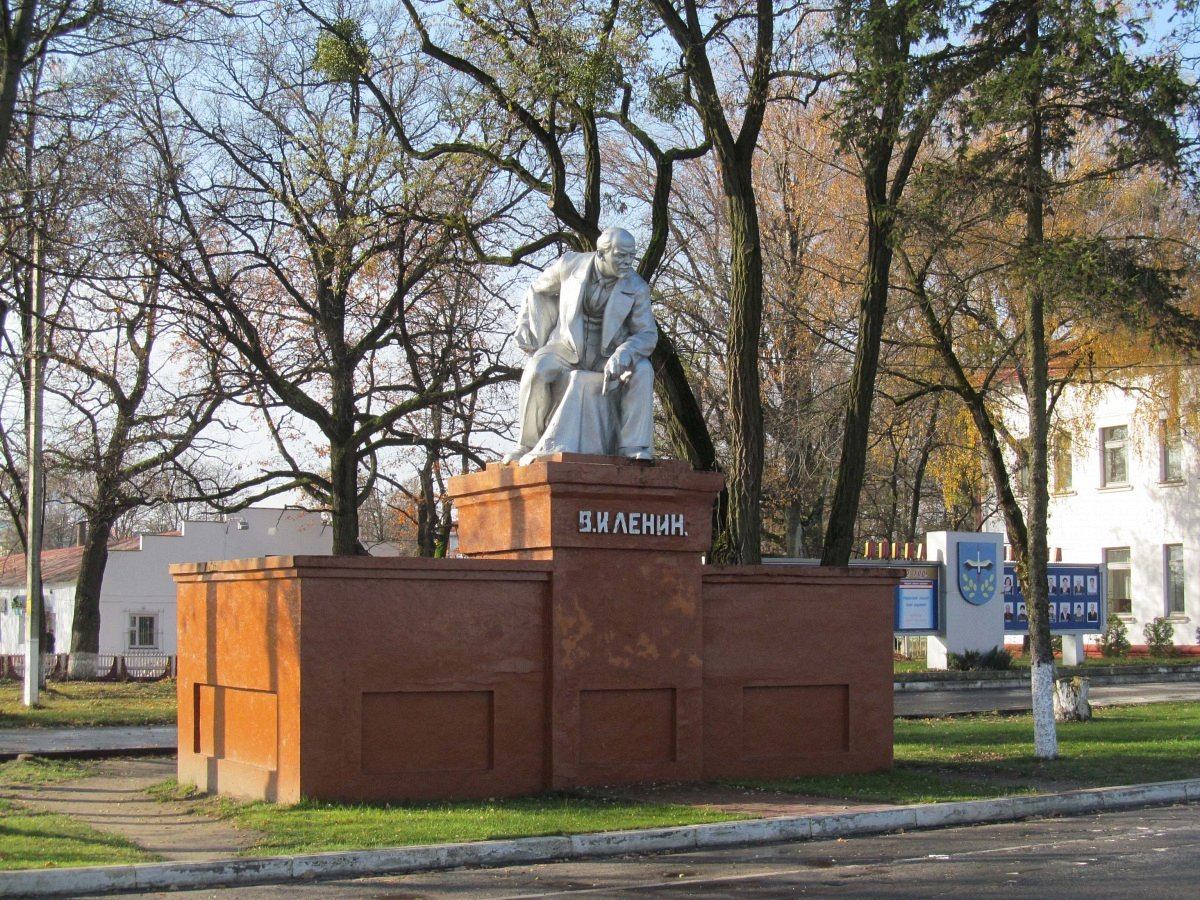
Памятник В. И. Ленину

## СМИ
Издаётся газета «Светлае жыццё».